# 齊藤友暁
齊藤 友暁（さいとう ともあき、1997年12月30日 - ）は、日本の俳優。東京都出身。jungle所属。

## 来歴
俳優に憧れていたが、高校卒業後は福祉系の学校へ進学。しかし、夢を捨てきれずに俳優を目指すようになり、東京映画・俳優&放送芸術専門学校俳優科14期生として演技を学ぶ。専門学校の同期には茶谷優太がいる。
中元雄監督作品の常連俳優として出演を続け、中元の商業デビュー作である2019年リリースのオリジナルビデオ『スマホ拾っただけなのに』では実質的な主演であるサイトー役を演じた。
2020年6月22日より、芸能事務所のjungleに所属。

## 人物
特技にアクションや殺陣、タップダンスを挙げ、野球は13年の経験がある。バスケットボール、ダーツ、ドラムが趣味。
どんな役でも演じられる「カメレオン俳優」を目指しており、『スマホ拾っただけなのに』では冴えないオタクを演じながら、『いけにえマン』ではナイスガイの役を演じている。

## 出演

### 映画
- 映画刀剣乱舞-継承-（2019年1月18日公開、東宝映像事業部、監督：耶雲哉治）エキストラ
- 帰ってきた一文字拳 最強カンフーおじさん対改造人間軍団（2019年6月22日公開、監督：中元雄）　※『一文字拳 序章 最強カンフー少年対地獄の殺人空手使い』併映作
- いけにえマン（2019年10月5日公開、監督：中元雄） - サイトー 役[5]
- はらわたマン（2019年10月5日公開、監督：中元雄） - サイトー 役　※『いけにえマン』併映作
- 『DIVOC-12』 死霊軍団 怒りのDIY （2021年10月1日公開、監督：中元雄）
- HiGH＆LOW THE WORST X（2022年9月9日公開、監督：平沼紀久） - 鈴蘭生徒 役
- 野球部に花束を（2022年8月11日公開、監督：飯塚健） - 垣野正 役
- Cloud クラウド（2024年9月27日公開、監督：黒沢清） - 配達業者 役
- バジーノイズ（2024年5月3日公開、監督：風間太樹） - カップル 役
- 悪い夏（2025年3月20日公開、監督：城定秀夫） - 店員 役
- BADBOYS -THE MOVIE-（2025年5月30日公開、監督：西川達郎）
- 法廷の死神＜第1章＞（2025年8月15日公開、監督：鳴瀬聖人）

### オリジナルビデオ
- スマホ拾っただけなのに（2019年4月17日、監督：中元雄） - サイトー 役

### 短編映画
- ロボーイフレンド（2019年、監督：寒川亘揮）
- 「最強殺し屋伝説国岡」×BBC コラボムービー（2019年、監督：坂元裕吾）
- 地獄のテレワーク 電脳戦士ヤスダ対暗黒企業（2020年、監督：中元雄） - 102号室 スケベ男 役
- ザ・コタツ（2021年、監督：山口十夢）

### テレビドラマ
- お茶にごす。 第7話（2021年11月19日、テレビ東京） - 生徒 役
- 潜水艦カッペリーニ号の冒険（2022年1月3日、フジテレビ） - 兵士 役
- 青春シンデレラ 第1話（2022年10月17日、朝日放送テレビ） - 真島 役[7]
- 花嫁未満エスケープ 第10話（2022年6月10日、テレビ東京） - 関海斗 役
  - 花嫁未満エスケープ 完結編 第1話・第4話（2023年1月7日・28日）
- ポケットに冒険をつめこんで 第5話（2023年11月17日、テレビ東京） - 肉屋のお兄さん 役
- 大奥 第1話（2023年1月10日、NHK） - 明慧 役
- 転職の魔王様 第3話（2023年7月31日、関西テレビ・フジテレビ） - 岩橋 役
- ドラフトキング 第7話 - 第10話（2023年5月20日 - 6月10日、WOWOW） - 平良翔太 役
- スイートモラトリアム 第5話（2023年6月21日、TBS） - 大橋 役
- 下剋上球児 第9話（2023年12月10日、TBS） - ファン 役
- だが、情熱はある 第11話・第12話（2023年6月18日・25日、日本テレビ） - ラジオスタッフ 役
- モンスター 第4話（2024年11月4日、関西テレビ・フジテレビ） - 小野寺遼哉 役[8]
- 夫を社会的に抹殺する5つの方法 Season2 第2話・第7話（2024年1月17日・2月21日、テレビ東京） - 浅井次郎 役
- TOKYO VICE Season2 第10話（2024年6月8日、WOWOW） - 舎弟 役
- くるり〜誰が私と恋をした?〜 第6話（2024年5月14日、TBS） - 同級生 役
- Shrink(シュリンク)―精神科医ヨワイ― 第2話（2024年9月7日、NHK） - 土屋 役
- ベイビーわるきゅーれ エブリデイ! 第6話（2024年10月10日、テレビ東京） - スーツの男 役
- トーキョーカモフラージュアワー 第5話（2025年2月17日、朝日放送テレビ） - 豊島 役
- あなたを奪ったその日から 第4話（2025年5月12日、関西テレビ・フジテレビ） - 補充員 役
- 大河ドラマ べらぼう〜蔦重栄華乃夢噺〜 第16回（2025年4月20日、NHK） - 烏大工の久五郎 役[9]
- 照子と瑠衣 第4話（2025年7月13日、NHK） - 山本清 役
- 連続テレビ小説 あんぱん 第21週 -（2025年8月18日 - 、NHK） - 木月アキラ 役[10]

### ウェブドラマ
- U.F.O.たべタイムリープ（2020年7月13日、YouTube「日清食品グループ公式チャンネル」） - タミヤ 役[11]
- 覆面D 第6話（2022年11月12日、ABEMA） - 高校生 役
- 脱走球児（2022年、Hulu） - 堂安 役
- シコふんじゃった! 第9話（2022年12月14日、Disney+） - 齊藤 役

### 舞台
- 在校生舞台公演『OVER SMILE』（2018年8月25日・26日、東京放送芸術&映画・俳優専門学校 1階特設ステージ）
- Over Smile（2018年9月12日 - 17日、CBGKシブゲキ!!）アクション参加
- オーケストラと、ともに奏でる ミュージカル名曲 ガラコンサート（2018年10月13日、浦安音楽ホール ハーモニーホール）アンサンブルコーラス
- 東京映画・俳優&放送芸術専門学校 スペシャル公演『また逢おうと竜馬は言った』（2019年11月2日・3日、東京映画・俳優&放送芸術専門学校 1階特設劇場） - 本郷 役[3][4]
- 劇団 papercraft 第4回公演「椅子に恋した娘」（2021年、ウエストエンドスタジオ）
- 劇団 papercraft 第5回公演「殻」（2022年、浅草九劇）
- 劇団 papercraft 第8回公演「檸檬（2023年、浅草九劇）

### テレビ番組
- 悲→喜カメ（2021年10月15日、NHK）
- 総合診療医ドクターG NEXT（2025年1月15日、NHK）
- ゴッドタン ～ストイック暗記王～（2025年4月6日、テレビ東京）

### 広告
- 三井住友銀行 TVCM「20周年」篇（2021年）
- ファミリーマート「ファミマ　懐かしの看板商品復活祭」篇（2021年）
- Pokémon UNITE TVCM「クライマックス」篇（2021年）
- Google Pixel 6 Pro「消しゴムマジック」篇（2021年）
- 東京ガスグループ 「今あるものを活かそう」篇（2021年）
- FIFA MOBAILE（2021年）
- Uber Eats TVCM「帽子篇」（2022年）
- 鳥貴族 新卒採用ムービー「鳥喜劇」（2023年）
- JRA公式CM「ウマのそら。」（2023年）
- あなたにはあなたのinゼリー（2023年）
- BDSバイクセンサー（2024年）
- アサヒスーパードライ「きれいな泡立ちに成功！」篇（2024年）
- 山田うどん「鍋焼きうどんにすればよかった」篇（2024年）
- ビズリーチ「隠れMVP」篇（2025年）

### PV
- 乃木坂46 清宮レイ 個人PV「REIPEN」（2021年）　※26thシングル「僕は僕を好きになる」Type-A収録